# Bowling Bowling Bowling Parking Parking
Bowling Bowling Bowling Parking Parking est un EP live du groupe de punk rock californien Green Day enregistré à différents lieux et dates. Il est sorti en 1996, uniquement au Japon, en Europe et en Amérique du Sud. 

## Liste des chansons
1. Armatage Shanks - 2:18
2. Brain Stew - 3:04
3. Jaded - 1.23
4. Knowledge - 2:38
5. Basket Case - 2:52
6. She - 2:20
7. Walking Contradiction - 2:31
8. Dominated Love Slave (seulement sur la version japonaise) - 2:20

- Les chansons 1, 3 et 7 ont été enregistrées le 26 mars 1996 au Sporthall, à Prague.
- La chanson 4 a été enregistrée le 11 mars 1994 au Jannus Landing, à St.Petersburg, en Floride.
- Les chansons 5, 6 et 8 ont été enregistrées le 27 janvier 1996 à l'aréna Harumi, à Tokyo.